# Sybra mausoni
Sybra mausoni là một loài bọ cánh cứng trong họ Cerambycidae.